# Ecossocialismo
O ecossocialismo, comunismo solar, ecomarxismo, ou, ainda, leninismo ecológico, é uma ideologia marxista revolucionária que conjuga elementos do socialismo com a ecologia. O ecossocialismo defende que a expansão do sistema capitalista é a causa da exclusão social, da pobreza, da exploração e da degradação ambiental. Devido a isto, os ecossocialistas se opõem ao capitalismo e defendem uma revolução socialista energética e internacionalista de uma sociedade sem classes e sem exploração do capital sobre o homem e do homem sobre a natureza, concebendo a humanidade como parte dela na filosofia marxista, rumo à uma sociedade comunista tendo o ecossocialismo como programa de transição.

## História

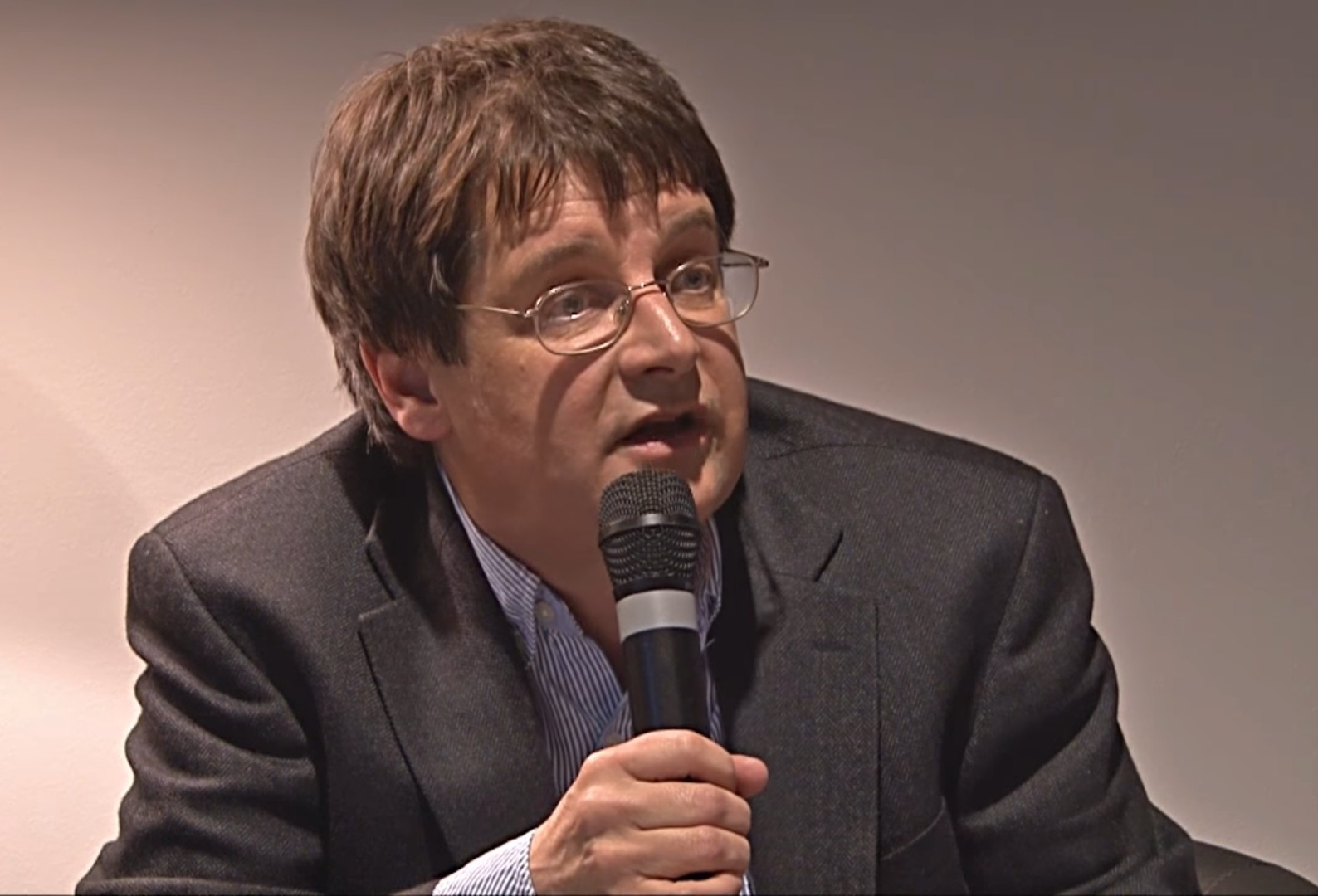
Segundo John Bellamy Foster, os trabalhos de Marx e Engels possuem reflexões ecossocialistas.

### 1880-1930: Marx, Morris e a influência sobre a Revolução Russa
Ao contrário do que a representação de Karl Marx por alguns ambientalistas, ecologistas sociais e socialistas, como um produtivista que favoreceu a dominação da natureza, os ecossocialistas, relendo os escritos de Marx, acreditam que ele "foi um dos principais precursores da visão ecológica de mundo". Autores ecossocialistas como John Bellamy Foster e Paul Burkett apontam para a discussão, em Marx, de uma "fractura metabólica" entre o homem e a natureza. Além disso, Marx afirma que "a propriedade privada do mundo por indivíduos parecerá completamente absurda, tal como a propriedade privada de um homem por outro" e observa que uma sociedade deve "entregar o mundo às próximas gerações em uma condição melhor". No entanto, outros ecossocialistas consideram que Marx dava para um "reconhecimento da natureza em si e por si", ignorando a sua "receptividade" e tratar a natureza como "sujeito a trabalho desde o início" num "activo relacionamento totalmente". O Marx defendia que o capitalismo não se preocupava com a viabilidade agricultura no longo prazo, se preocupando mais com maiores retornos imediatos de alto risco no setor.
A William Morris, romancista, poeta e desenhista inglês, é geralmente creditado o desenvolvimento de princípios-chave do que mais tarde foi chamado ecossocialismo. Durante os anos 1880 e 1890, Morris promoveu suas ideias ecossocialistas dentro da Federação Social Democrata e da Liga Socialista.
Após a Revolução Russa, alguns ambientalistas e cientistas ambientais tentaram integrar a consciência ecológica para o bolchevismo. Embora tenham conseguido grandes avanços durante o período revolucionário da União Soviética, liderada por Lênin, muitas destas pessoas foram posteriormente expurgadas pelo Partido Comunista da União Soviética durante o período stalinista.

### 1970-1990: Emergência do ambientalismo e engajamento com o marxismo e o "socialismo realmente existente"
Após longos debates e surgimento de vertentes do ambientalismo na segunda metade do século XX, a temática ambiental começa a se fixar de diferentes formas dentro de grupos socialistas, sendo cada vez mais central.
Em 1970, Barry Commoner, sugerindo uma resposta pela esquerda ao documento "Limits to Growth" (limites ao crescimento) que apresentava uma previsão catastrófica de esgotamento de recursos naturais e que incentivou o ambientalismo, postulou que as tecnologias capitalistas foram as principais responsáveis pela degradação ambiental, em oposição à visão neo-malthusiana que imputava a degradação ambiental a pressões derivadas do crescimento da população mundial. Já o escritor dissidente alemão-oriental, e ativista Rudolf Bahro, publicou livros que abordaram a relação entre o socialismo e a ecologia - "A alternativa - Crítica ao Socialismo Realmente Existente" - que promoveu um "partido novo" e levou à sua prisão, com o que ganhou notoriedade internacional.
A chave do desenvolvimento do ecossocialismo na década de 1980 foi a criação da revista "Capitalism, Nature, Socialism" com James O'Connor sendo fundador e responsável pela primeira edição em 1988. Os debates que se seguiram levaram a uma série de trabalhos teóricos por O'Connor, Carolyn Merchant, Paul Burkett e outros.
Na Austrália, o Partido Democrata Socialista lançou o semanário da esquerda verde (Green Left Weekly) em 1991, após um período de trabalho conjunto com a Aliança Verde e o Partido Verde na área da formação. Esta cooperação cessou quando os verdes australianos adoptaram uma política de proscrição de outros grupos políticos, em agosto de 1991. O DSP também publicou uma resolução política global, "Socialismo e Sobrevivência Humana" em forma de livro em 1990, com uma segunda edição ampliada em 1999 intitulada "Ambiente, Capitalismo e Socialismo".

### Década de 1990 em diante: engajamento com o movimento antiglobalização e o "Manifesto Ecossocialista"

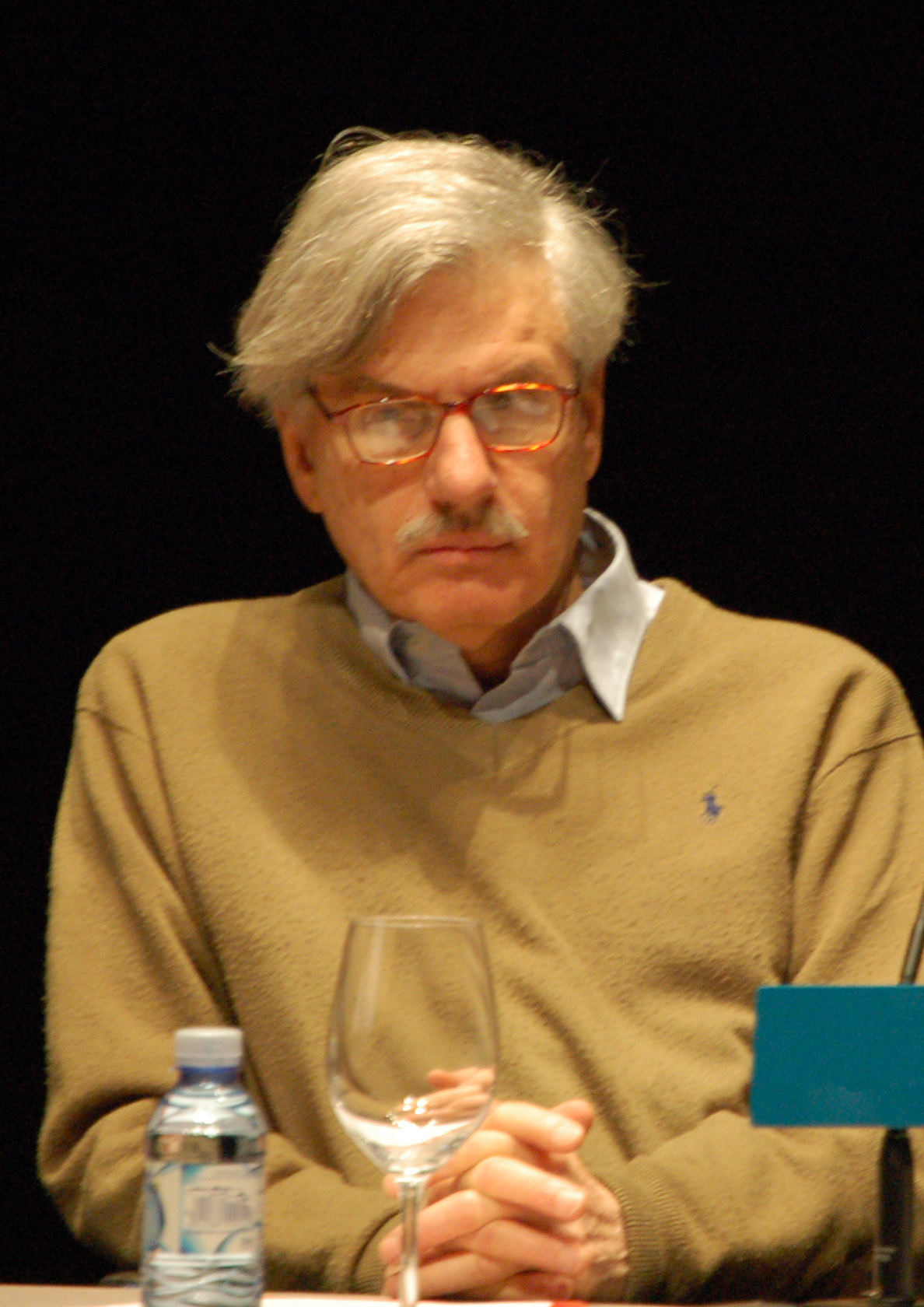
Michael Löwy é uma grande referência ecossocialista no Brasil e no mundo.

A década de 1990 viu as feministas socialistas Mary Mellor e Ariel Salleh abordarem as questões ambientais dentro de um paradigma ecossocialista. Com o crescente perfil do movimento antiglobalização no Sul Global, um "ambientalismo dos pobres", combinando consciência ecológica e justiça social, também se tornou proeminente.  David Pepper também lançou seu importante trabalho, Ecosocialism: From Deep Ecology to Social Justice, em 1994, que critica a abordagem atual de muitos dentro da política verde, particularmente "ecologistas profundos".
Em 2001, Joel Kovel, cientista social, psiquiatra e ex-candidato à indicação presidencial do Partido Verde dos Estados Unidos (GPUS) em 2000, e Michael Löwy, antropólogo e membro da Quarta Internacional Reunificada (referenciada também como "Internacional Ecossocialista"), lançou "Um Manifesto Ecossocialista", que foi adotado por algumas organizações e sugere possíveis rotas para o crescimento da consciência ecossocialista. O trabalho de Kovel de 2002, "The Enemy of Nature: The End of Capitalism or the End of the World?", é considerado por alguns como a exposição mais atualizada do pensamento ecossocialista.
Em outubro de 2007, a Rede Ecossocialista Internacional foi fundada em Paris.
Em maio de 2024 aconteceu o 1° Encontro Ecossocialista Latino-Americano e Caribenho junto com o 6° Encontro Ecossocialista Internacional, em Buenos Aires, que contou com a presença de várias personalidades ecossocialistas brasileiras e mundiais.
Também em maio de 2024, o Comitê Internacional da Quarta Internacional Reunificada aprovou o texto de seu Manifesto Ecossocialista para ser debatido em seu próximo congresso mundial, incorporando ainda mais os debates do ecossocialismo na sua organização.

## Brasil

### Partidos políticos

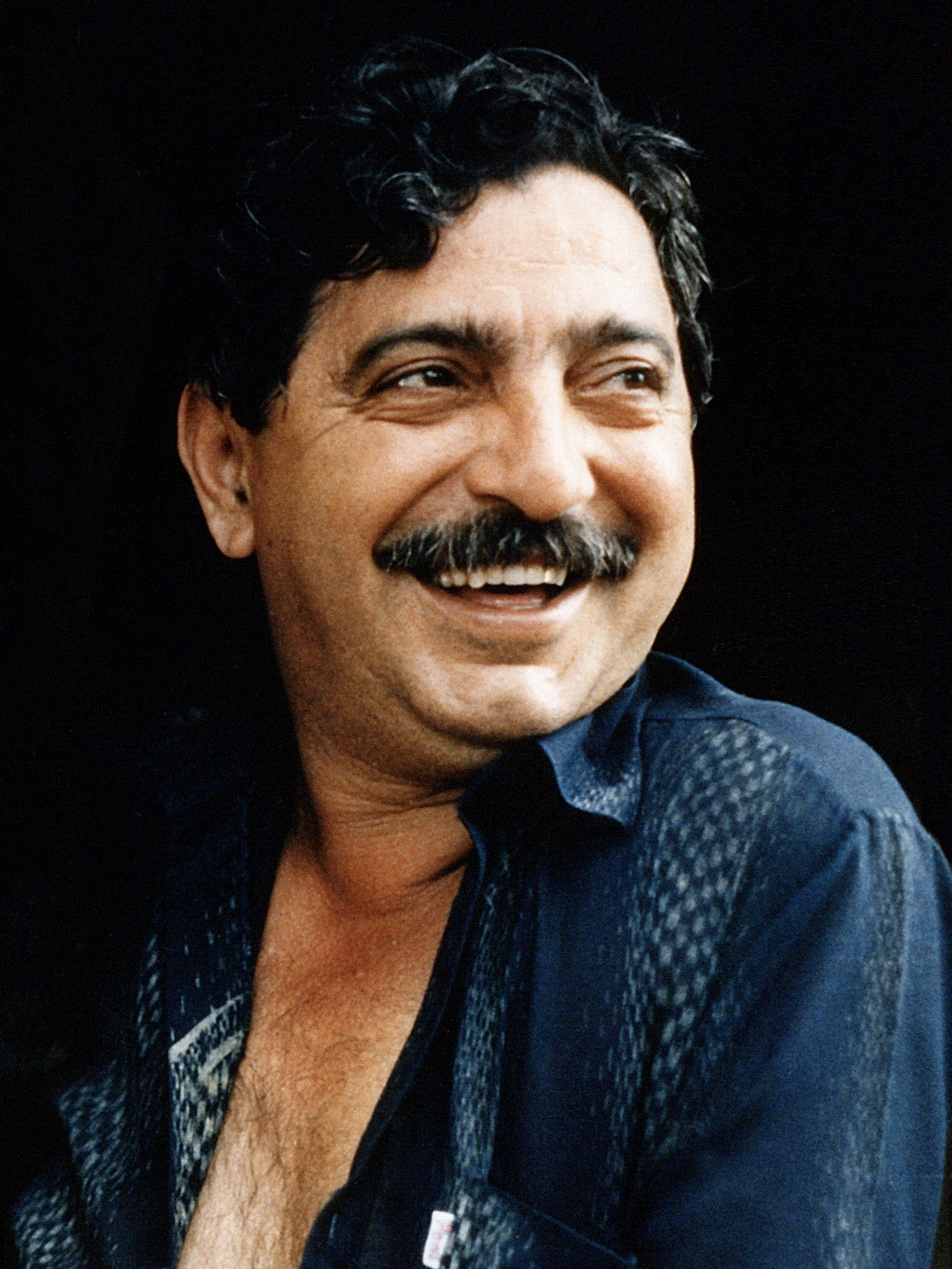
Chico Mendes foi um conhecido ecossocialista brasileiro.

O Partido Socialismo e Liberdade (PSOL) acumula, atualmente, o maior número de organizações e atividades ecossocialistas no Brasil. Suas atividades são organizadas na setorial ecossocialista do partido, sendo o único que possui uma setorial exclusiva para essa ideologia, e em algumas correntes internas, como o Movimento Esquerda Socialista e outras. Algumas de suas juventudes, como o coletivo Juntos! (Movimento Esquerda Socialista), coletivo Pajeú! (Ação Popular Socialista), Afronte! (Resistência) e RUA - Juventude Anticapitalista (Insurgência) são alguns exemplos de organizações ecossocialistas atuantes no movimento social e movimento estudantil no Brasil. O partido possui quadros ecossocialistas de destaque na política brasileira, como Renato Roseno, Nadja Carvalho, Fernanda Melchionna, Simone Nascimento, Talíria Petrone e Gabriel Aguiar. Seus grandes apoiadores são Sabrina Fernandes, ex-militante do Subverta e Michael Löwy.
O Partido Socialista dos Trabalhadores Unificado (PSTU) é um partido trotskista que admite o ecossocialismo em seu programa, sendo atualmente o único partido brasileiro oficialmente ecossocialista. 
O Partido dos Trabalhadores (PT), foi o primeiro partido politico a promover reflexões e debates sobre o ecossocialismo, por intermédio de uma secretaria partidária denominada de Secretaria de Meio Ambiente e Desenvolvimento Sustentável - SEMAD. São considerados militantes políticos e ambientalistas históricos no âmbito do ecossocialismo no Brasil, os quais na época estavam filiados ao PT: Carlos Minc, Nilo Diniz, Mauricio Laxe, Mauricio Waldman, Calor Walter Porto Gonçalves, Rosalvo Junior, João Bosco Senra, Fernando Ferro e Gilney Viana. 
A Constituição da República Federativa do Brasil de 1988 possui cláusulas com esse tipo de ideologia na parte de meio ambiente, que antes era um bem econômico.

### Movimentos sociais

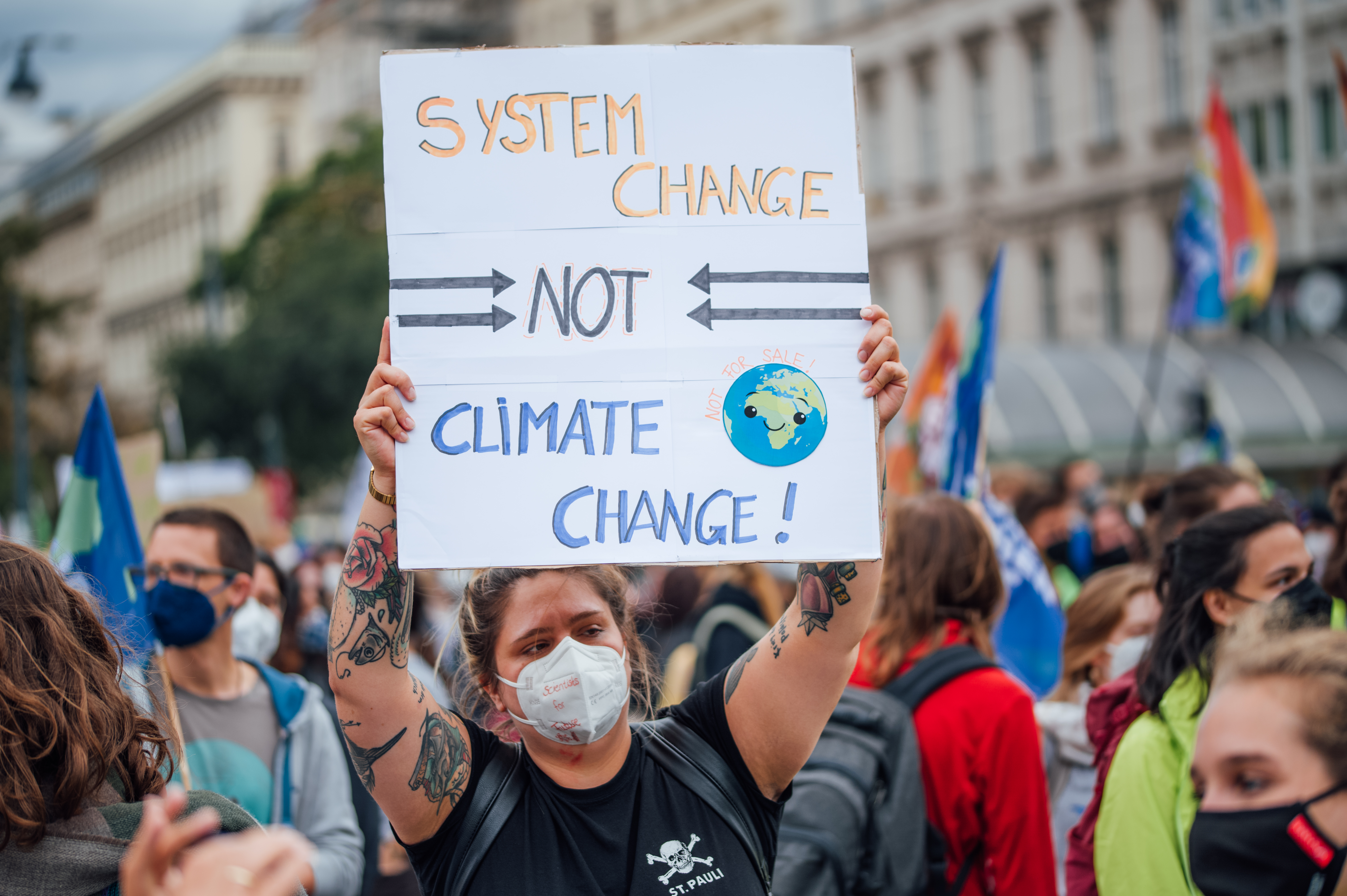
Manifestante segurando placa com escritos "Mude o sistema, não mude o clima"

Recentemente, a organização Fridays for Future do Brasil tem se aproximado de setores ecossocialistas, principalmente de correntes ecossocialistas do PSOL. No plano internacional, Greta Thunberg, líder do movimento Fridays for Future, tem ressoado gritos dos manifestantes climáticos ao redor do mundo por uma mudança de sistema para salvar o clima, ainda que não seja falada de maneira explicita a mudança defendida.

## Lista de Ecossocialistas

### No Brasil
- Sabrina Fernandes
- Thiago Ávila
- Rita von Hunty
- Michael Löwy
- Chico Mendes
- Thiago Torres
- Igor Leone
- Talíria Petrone
- Renato Roseno
- Fernanda Melchionna

### No exterior
- Elmar Altvater
- Ian Angus
- Abdullah Öcalan
- David Attenborough
- Rudolph Bahro
- Hugo Blanco
- Murray Bookchin
- Jabari Brisport
- Walt Brown
- Barry Commoner
- Jutta Ditfurth
- John Bellamy Foster
- Alberto Garzón
- Ramachandra Guha
- Donna Haraway
- Howie Hawkins
- Jason Hickel
- Joan Herrera i Torres
- Jesse Klaver
- Joel Kovel
- Enrique Leff
- Caroline Lucas
- Andreas Malm
- David McReynolds
- Jean-Luc Mélenchon
- Luka Mesec
- William Morris
- James O'Connor (academic)
- Abdullah Öcalan
- David Orton
- Simon Pirani
- Lee Rhiannon
- Raül Romeva
- Manuel Sacristán
- Ariel Salleh
- Joan Saura
- Pernille Skipper
- Jill Stein
- Alan Thornett
- Peter Tatchell
- Alex Tyrrell
- Derek Wall
- Raymond Williams
- Gerrard Winstanley
- Jeremy Corbyn